# Album-oriented rock
Pour les articles homonymes, voir AOR.
L'album-oriented rock, parfois simplement album rock, ou adult-oriented rock (abrégé AOR) est un format radio américain consacré aux chansons tirées d'albums d'artistes et groupes de rock,.

## Histoire
Répandu dans les années 1970, l'AOR fournit, par choix raisonné par les programmeurs de radio, des chansons tirées d'albums de best-sellers de rock de l'époque (certaines pouvant également être choisies par le public), et également de genres musicaux divers comme le heavy metal, le hard rock, le southern rock, le blues rock, et le rock progressif.
Dans son ouvrage The Year in Rock, 1981-1982, le critique musical J. D. Considine considère le genre musical comme de la « pop dure » ; le pic de popularité s'organise au milieu des années 1970, puis décline avec l'entrée de genres musicaux tels que le disco, l'ancien rock and roll, le RnB contemporain et le college rock.